# Fasciolopsis buski
Fasciolopsis buski es la única especie del género Fasciolopsis. Es un gusano plano o platelminto comúnmente llamado trematodo intestinal gigante, debido a que es una platija parásita excepcionalmente grande, y la más grande que parasita a los humanos. Su tamaño es variable y un espécimen maduro puede tener solo 2 cm de largo, pero el cuerpo puede crecer hasta una longitud de 75 mm y un ancho de 25 mm. Es un parásito común de humanos y cerdos y es más común en el sur y sudeste de Asia. 
Es un miembro de la familia Fasciolidae  del orden Echinostomida. Los Echinostomida son miembros de la clase Trematoda. La platija difiere de la mayoría de las especies que parasitan a los mamíferos grandes, ya que habitan el intestino en lugar del hígado como lo hacen las especies de Fasciola. Fasciolopsis buski generalmente ocupa la región superior del intestino delgado, pero en infestaciones fuertes también se puede encontrar en el estómago y las regiones inferiores del intestino. Fasciolopsis buski es la causa de la condición patológica fasciolopsiasis.

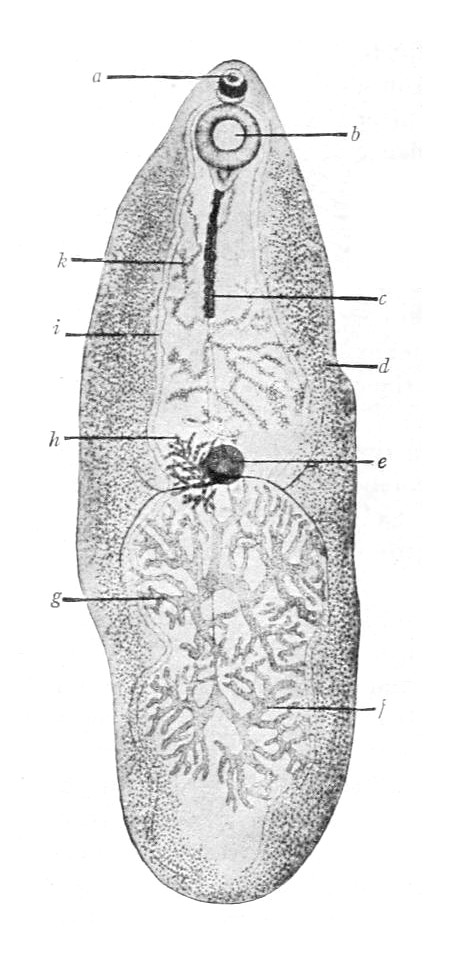
Anatomía de Fasciolopsis buski

En Londres, George Busk describió por primera vez Fasciolopsis buski en 1843 después de encontrarlo en el duodeno de un marinero. Después de años de cuidadoso estudio y auto experimentación, en 1925, Claude Heman Barlow determinó su ciclo de vida en humanos.

## Morfología
Fasciolopsis buski es una platija grande, en forma de hoja, aplanada dorsoventralmente, caracterizada por un extremo anterior romo, ceca no ramificada ondulada (cavidades similares a sacos con aberturas simples), testículos dendríticos en tándem, ovarios ramificados y retoños ventrales para unirse al huésped. El acetábulo es más grande que la ventosa oral. La platija tiene folículos vitelinos extensos. Se puede distinguir de otros fasciolidos por la falta de cono cefálico u "hombros" y la ceca no ramificada.

## Ciclo de vida
Los adultos producen más de 25.000 huevos al día, que tardan hasta siete semanas en madurar y eclosionar a 27-32 °C. Los huevos no embrionados, inmaduros, se descargan en el intestino y las heces. En dos semanas, los huevos se embrionan en agua, y después de aproximadamente siete semanas, los huevos liberan pequeños organismos parásitos llamados miracidios, que invaden un caracol, el huésped intermediario adecuado. Varias especies de los géneros Segmentina y Hippeutis sirven como huéspedes intermediarios. En el caracol, el parásito sufre varias etapas de desarrollo (esporoquistes, rediae y cercarias). Las cercarias se liberan del caracol y se enquistan como metacercarias en plantas acuáticas tales como castaño de agua, callo de agua, loto, bambú y otras plantas comestibles. El huésped final de los mamíferos se infecta al ingerir metacercarias en las plantas acuáticas. Después de la ingestión, las metacercarias excretan en el duodeno en aproximadamente tres meses y se unen a la pared intestinal. Allí se desarrollan en trematodos adultos (20 a 75 mm por 8 a 20 mm) en aproximadamente 3 meses, unidos a la pared intestinal de los huéspedes mamíferos (humanos y cerdos). Los adultos tienen una vida de aproximadamente un año.